# Dodentempel

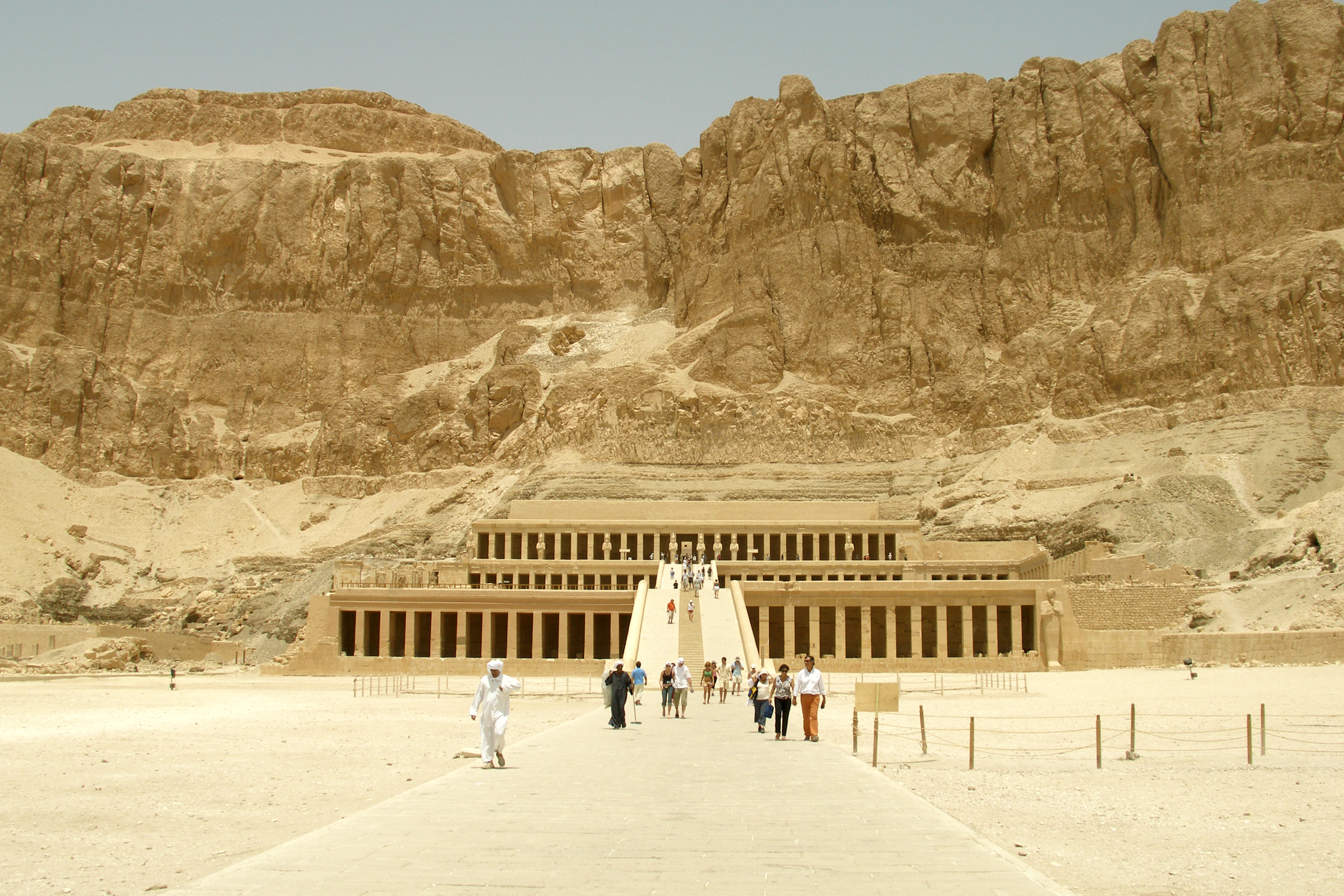
Tempel van Hatsjepsoet

Een dodentempel is een Egyptische tempel die aangrenzend aan of in de nabijheid van de piramide in het Oude Rijk of de koninklijke graven in het Middenrijk en het Nieuwe Rijk van het Oude Egypte werd opgetrokken. De dodentempel, die in het Oude Rijk aan de piramide grensde leidde via een verhoogde weg naar een daltempel in de buurt van de Nijl waar de dagelijkse dodencultus voor de farao werd onderhouden.

## Architectuur
De tempel werd ontworpen om de regering van de farao die hem gebouwd had te herdenken, alsook voor zijn dodencultus. Na de dood van de farao werd de koning in een dodentempel herdacht en voedseloffers gebracht. De koning werd in de vorm van zijn beeld vereerd in het heiligste der heilige. De tempels werden ook tempel van miljoenen jaren genoemd dat duidt op de lange onsterfelijkheid en aanwezigheid van de farao.

## Geschiedenis
De Egyptische dodentempels zijn gebouwd in verschillende soorten stijlen, dit omdat ze zo'n lange traditie hadden in de geschiedenis van Egypte. 
Een dodentempel was oorspronkelijk een deel van een mastaba waar offers konden worden gebracht aan de dode via een schijndeur. 
In het Oude Rijk tot het begin van het Nieuwe Rijk werden de dodentempels ten Oosten aan de piramide vast gebouwd en verbonden via een processieweg met de daltempel. 
Vanaf het Nieuwe Rijk werden de dodentempels apart gebouwd van het grafmonument. Ze waren gebouwd langs de Nijl, hadden een voorhof en een heilige der heilige net zoals de cultustempels voor de goden. Het kwam ook voor dat ze een lange processieweg hadden die schuin omhoog ging en naar de eerste pyloon leidde.

## Voorbeelden van dodentempels
Dodentempels werden in de lange oudheid van Egypte gebouwd. Helaas zijn er niet zoveel meer te zien. Dit komt doordat er aan roofbouw werd gedaan, zodat tempels hergebruikt werden. De dodentempels van het piramidetijdperk zijn hier ook een voorbeeld van. Er zijn een aantal dodentempels ontdekt:
- Oude Rijk:
  - Djoser in zijn grafcomplex
  - In Gizeh de dodentempels van Cheops, Chefren en Menkaoere.
  - Snofroe bij zijn Rode piramide
  - Sahoere
  - Neferirkare
  - Nefertete
  - Oenas
  - Pepi I
  - Pepi II

- Middenrijk:
  - Mentoehotep II
  - Mentoehotep III
  - Mentoehotep IV
  - Amenemhat I

- Nieuwe rijk:
  - Tempel van Hatsjepsoet
  - Ramses II
  - Ramses III